# Hans Geißlinger

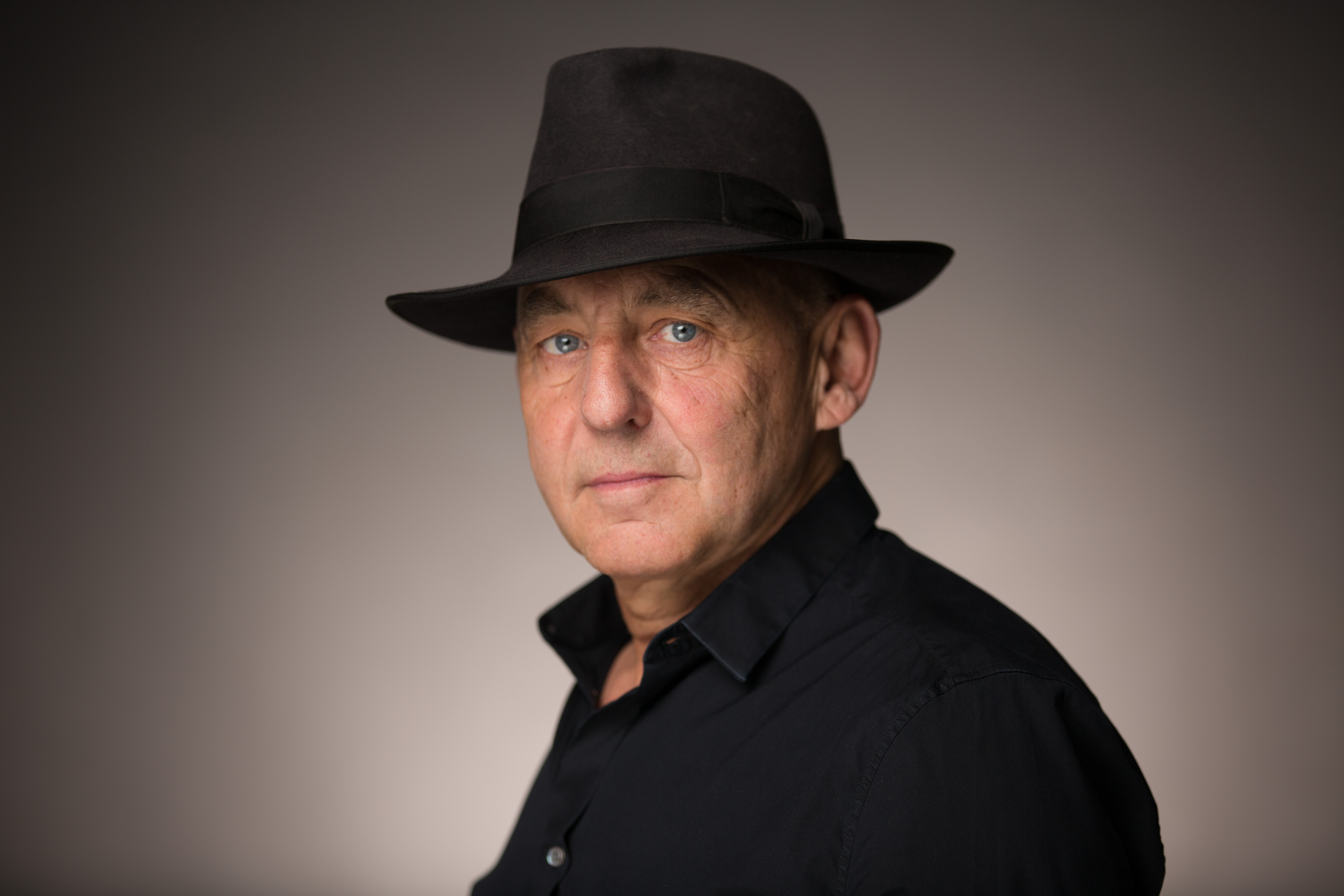
Hans Geißlinger, 2016

Hans Geißlinger (* 1952 in Wolnzach) ist ein deutscher Soziologe.

## Werdegang
Hans Geißlinger studierte zunächst Sozialpädagogik von 1974 bis 1977 an den Fachhochschulen Coburg (HS Coburg), Regensburg (Ostbayerische Technische Hochschule Regensburg) und München (Hochschule für angewandte Wissenschaften München); anschließend Soziologie, Philosophie, Germanistik und Psychologie an den Universitäten München (Ludwig-Maximilians-Universität München), Paris (Sorbonne) und Berlin (Freie Universität Berlin). Während dieser Zeit arbeitete er nebenher als Schauspieler am Theater (1982/83), als Texter und Regisseur beim Kabarett (1984/85) und als Kameraassistent und Aufnahmeleitung für TV- und Kinoproduktionen (1984/87, Drei Damen vom Grill, Richy Guitar). 
Von 1989 bis 1996 lehrte und forschte Hans Geißlinger am Institut für Soziologie der Freien Universität Berlin. Danach unterrichtete er als Dozent am Institut für europäische Ethnologie der Humboldt-Universität zu Berlin. 

## Story Dealer, Kontroverse
Nach Abschluss des ersten Studiums in Sozialpädagogik und zur Finanzierung des zweiten leitete Hans Geißlinger zwischen 1981 und 1989 insgesamt 26 Kinder- und Jugendfreizeiten des Bezirksamtes Berlin-Kreuzberg. Aus dieser Erfahrung entwickelte sich das am Konstruktivismus orientierte erlebnispädagogische Konzept des „Story Dealing“. 
1988 gründete Hans Geißlinger mit dem Wiener Aktionskünstler Ernst Handl die Story Dealer AG, mit dem Ziel, wissenschaftliche Denklandschaft und künstlerischen Darstellungsformen zu verknüpfen, um aus dem Spannungsfeld beider neue Ausdrucks- und Aktionsformen zu gewinnen. 1991, erster Überfall auf die Welt der Erwachsenen: Ein wissenschaftlicher Kongress wird an den Rand seines Zusammenbruchs geführt Abwicklung I-IV, Ein Heidelberger Experiment. 1992 erscheint der erste Dokumentarfilm über ein dreiwöchiges erlebnispädagogisches Projekt der Story Dealer: Schweinehund – Wir spalten Dich! Eine Reise bis ans Ende der Wirklichkeit.
1991 wurde Geißlinger von Hans Peter Dreitzel zum Thema des empirischen Konstruktivismus promoviert. Auf Grundlage seiner Dissertation erschien 1992 die erste Veröffentlichung Die Imagination der Wirklichkeit. Experimente zum radikalen Konstruktivismus, welche die „phantastischen Reisen“ der 
Story-Dealer zum Gegenstand hat. Die wissenssoziologische Arbeit geht der Frage nach, unter welchen Bedingungen wir etwas für „wirklich“ halten. Die Ethik-Kommission der deutschen Soziologen, eine 1993 eingerichtete Kommission der beiden Verbände BDS und DGS, warf Geißlinger 1994 vor, in dieser Studie gegen Grundsätze der Forschungsethik verstoßen zu haben, vor allem gegen das Prinzip der informierten Einwilligung – Einwilligung in die Untersuchungsteilnahme auf der Grundlage angemessener Informationen – und gegen das Prinzip der Nicht-Gefährdung der Untersuchungsteilnehmer.
Geißlinger wurde in dem Bericht zunächst nicht namentlich erwähnt. Er reagierte damit, dass er in einem Artikel der Zeitschrift Soziologie seine Identität bekanntgab und an die Kommission heftige Vorwürfe richtete: Sie habe seine Dissertation gar nicht selbst gelesen und ihn sowie den Betreuer der Dissertation nicht befragt. Die Abenteuerreisen seien als pädagogisch-künstlerisches Projekt durchgeführt worden und die Idee, sie wissenschaftlich auszuwerten, erst nachträglich entstanden, deshalb hätten sich forschungsethische Fragen gar nicht gestellt, auch seien die Vorwürfe der Gefährdung der beteiligten Kinder „in jedem einzelnen Fall längst von Gerichten überprüft und widerlegt worden“. In ihrer Erwiderung auf Geißlingers Stellungnahme verwies die Ethik–Kommission darauf, dass Gerichte nicht die geeignete Instanz seien, um auf Gefährdungen durch furchterregende Täuschungen zu reagieren. Die systematische Täuschung, strategische Manipulation und Behinderung einer eigenständigen Auseinandersetzung mit dem Geschehen auf den Reisen wertete die Kommission als „vermeidbare Gefährdung“. Auf die Idee der wissenschaftlichen Auswertung sei Geißlinger bereits während seiner Tätigkeit als Reiseleiter gekommen und hätte hierbei auch forschungsethische Debatten zur Kenntnis nehmen können. Das grundlegende Problem von Geißlinger Entgegnung sei: Wie gehen wir in der empirischen Forschung und bei der Abfassung von wissenschaftlichen Arbeiten mit Daten um, die – vom Nutzer selbst – in außerwissenschaftlichen Kontexten in einer Weise gewonnen wurden, die weithin verbreiteten und akzeptierten forschungsethischen Standards widersprechen? Kann man verlangen, diese nicht zu verwenden? Die Ethik–Kommission hält eine Rollentrennung zwischen Pädagogen, die forschungsethisch problematische Daten erheben, und Wissenschaftlern, die diese theoretisch auswerten, für problematisch. Auf den Vorwurf der fehlenden Befragung Geißlingers antwortete die Kommission, dass Geißlinger in seiner Arbeit die inkriminierten Sachverhalte wie Verängstigung und Verunsicherung von Kindern und Eltern selbst bestätigt.
Um das Konzept gab es auch außerwissenschaftlich heftigen Streit. Auf einer Veranstaltung des Jugendhilfeausschusses des Berliner Bezirks Kreuzberg im Jahre 1993 erklärte der Potsdamer Erziehungswissenschaftler Detlef Knopf, er halte die Konzeption im Kern für fahrlässig und ohne erkennbares pädagogisches Konzept. Es sei wichtig, den Kindern zu helfen, mit simulierter Realität richtig umzugehen; dies würden sich die Erzieher aber verbauen, weil sie nicht in pädagogischen Rollen auftauchten, sondern als Regisseure agierten. Der Erziehungswissenschaftler Reinhart Wolff warf Detlef Knopf dagegen vor, seine Kritik nicht durch empirische Erkenntnisse untermauern zu können. Der Kreuzberger Jugendhilfeausschuss kritisierte, dass den Eltern vorher das Ausmaß der inszenierten Geschichten nicht bekannt gewesen sei, auch könnten die Kinder während der dreiwöchigen Reisen nicht aussteigen. Der Sektenbeauftragte des Berliner Senats sah in den Konzepten der „Story Dealer“ weltanschauliche Parallelen zu Sekten. Der Pädagoge Jörg Ziegenspeck kritisierte, die Teilnehmer würden zu Marionetten der Programm-Macher, die nach Belieben manipuliert werden könnten. Bei einer Debatte in der Bezirksverordnetenversammlung Kreuzbergs zum Thema kam es zu tumultartigen Szenen.
In den Jahren 1991–2002 folgen Aktionen für Institute, internationale Stiftungen und große europäische Unternehmen. Die bekannteste, weil medienwirksamste Aktion der Story Dealer wurde 1994 in Berlin am Kurfürstendamm ins Leben gerufen: Sub-City-Fishing. Dritte Weltmeisterschaft im Kanalangeln; Veröffentlichung zahlreicher Essays und Aufsätze in fachwissenschaftlichen Zeitschriften zu kultur- und wissenssoziologischen Fragestellungen folgen, vom Plädoyer zur pädagogischen Erschließung des Visionären über die Transformation sozialer Realität bis zu Abwicklung I-IV. Ein Heidelberger Experiment. 1995 erscheint der erste Dokumentarfilm über ein Erwachsenenprojekt der Story Dealer: Feuer im Kopf. 1999 folgt das zweite Buch: Überfälle auf die Wirklichkeit – Berichte aus dem Reich der Story Dealer.
2003, Gründung der Story Factory EXPEDERE Berlin, zusammen mit Stefan Pregizer, Stefan Raab und Stefanos Pavlakis. 2005 erscheint der zusammen mit Norbert Busè für Arte gedrehte Film Wohin gehen wir, wenn wir sterben?. Er illustriert die Gedanken von Kindern zwischen fünf und elf Jahren aus verschiedenen Nationen über den Tod und das Jenseits. Gemeinsam mit Stefan Raab veröffentlicht Hans Geißlinger 2007 sein drittes Buch: Strategische Inszenierung. Story Dealing für Marketing und Management. Im Fokus steht der soziale Wandel und die Möglichkeiten seiner Steuerung. 2013 zeigt Spiegel TV Angriffe auf die Wirklichkeit – Die Inszenierungen von Expedere. Berichte im Deutschlandfunk und im Österreichischen Rundfunk folgen. Das bisher größte, weltumspannende Projekt setzte Expedere 2014 in die Wirklichkeit: Blip-An assault on reality.
Hans Geißlinger unterrichtet an der Hochschule für angewandte Wissenschaften München und arbeitet als freier Publizist. Er lebt und wohnt in Berlin und Bayern.

## Veröffentlichungen

### Bücher
- Die Imagination der Wirklichkeit. Experimente zum radikalen Konstruktivismus. Campus Verlag, Frankfurt/Main-New York 1992, ISBN 3-593-34746-6.
- Überfälle auf die Wirklichkeit. Berichte aus dem Reich der Story Dealer. Carl-Auer-Systeme Verlag, Heidelberg 1999, ISBN 3-89670-120-7.
- Strategische Inszenierung. Story Dealing für Marketing und Management. Geißlinger/Raab, Carl-Auer, Heidelberg 2007, ISBN 978-3-89670-603-4.
- unter dem Pseudonym Georg Glass[13]: Vorwurf: Kindesmißbrauch : Tagebuch eines Alptraums Patmos, 1994 ISBN 3-491-72313-2

### Essays (Auswahl)
- Mit Horst Stenger: Die Transformation sozialer Realität. Ein Beitrag zur empirischen Wissenssoziologie. In: Kölner Zeitschrift für Soziologie und Sozialpsychologie, Heft 2/1991, S. 247–270.[31]
- Von Saurierjagden, Lachkrankheiten und anderen Realitäten. In: Hans Rudi Fischer (Hrsg.): Die Wirklichkeit des Konstruktivismus. Zur Auseinandersetzung um ein neues Paradigma. Heidelberg 1995, S. 131–148. ISBN 3-927809-25-X.[32]
- Die Strategische Inszenierung macht den Wandel steuerbar. Geißlinger/Raab, in: GDI Impuls 74/2007, ISSN 1422-0482.[33]
- Überfall auf die Macht des Faktischen. Kulturwandel zur Implementierung von Leadership. In: Heiko Roehl, Herbert Asselmeyer (Hrsg.): Organisationen klug gestalten. Kompetenzen für eine komplexe Welt. Schäffer-Poeschel, Stuttgart 2017.[34]
- Soweit Geschichten tragen. In: Jacques Chlopczyk (Hrsg.) Beyond Story Telling. Narrative Ansätze und die Arbeit mit Geschichten in Organisationen. Springer Gabler, Berlin 2017, S. 5–10.[35]
- Mit Stefanos Pavlakis: Eingriffe in das Organisiert-Sein. Zur Transformation von Organisationen und Kulturen. In: Jacques Chlopczyk (Hrsg.): Beyond Story Telling. Narrative Ansätze und die Arbeit mit Geschichten in Organisationen. Springer Gabler, Berlin 2017, S. 163–183.[35]

### Filmographie
- 1991 Schweinehund-Wir spalten Dich![36].
- 1993 Der König und sein Schatten. Eine Grabung in die Wahrnehmung.[37]
- 1994 Sub-City-Fishing. Geständnisse eines Aals.[37]
- 1995 Feuer im Kopf.[37]
- 1997 Osiris. Vom Mythos zur Trumpfkarte.[37]
- 1998 Skin deep.
- 1998 Cuisine Saveur.[37]
- 1998 Heavens Gate.[37]
- 1998 Operation Argus.[37]
- 1998 Die sieben Banner der Kundalini.[37]
- 2000 Die Hüter des Heiligen Grals.[37]
- 2001 Dragonheard
- 2001 It´s up to you.[37]
- 2001 Die Wirklichkeit der Konstruktion.[37]
- 2003 Pflanzüberfall auf die Wirklichkeit.[37]
- 2004 Operation Helga.[37]
- 2006 Metamorphosen.[37]
- 2007 Argentinisch-mexikanische Hasenjagd.[37]
- 2007 Jodelangriff auf München.[37]
- 2008 Reise durch den Klangkörper eines Galamenüs.[37]
- 2008 Wohin gehen wir, wenn wir sterben?[38]
- 2008 Operation Trüffel.[37]
- 2008 Die Spiegelaffaire.[37]
- 2008 Bremer Stadtmusikanten: Eine Reise ins Ankommen.[37]
- 2011 An assault on the dark.[37]
- 2012 The Frame.
- 2012 Angriffe auf die Wirklichkeit. Die Inszenierungen von Expedere[39]
- 2013 Suprematistische Intervention.
- 2013 Chicken 8.0.[37]
- 2014 Blip. An assault on reality.[37]
- 2015 Chasing Shadows.[37]
- 2015 A la recherche de l´avantgarde.
- 2017 Quinta Essentia.[37]